# Station Rånåsfoss
Station Rånåsfoss is een station in Rånåsfoss in de gemeente Sørum in fylke Viken  in  Noorwegen. Het station, geopend in 1918, ligt aan Kongsvingerbanen. Rånåsfoss  wordt bediend door lijn L14, de stoptrein tussen Asker en Kongsvinger.